# Clauson-Kaas
Clauson-Kaas er en dansk-norsk adelsslægt, der stadig blomstrer.
Værksejer Conrad Clauson, besidder af Bærum Jernværk i Norge (født 1753, død 20. maj 1785), gift med Kirsten Nilson (Nielsen) (født 1757, død 11. januar 1827), datter af justitsråd Nielsen, der i andet ægteskab blev gift med gehejmestatsminister Frederik Julius Kaas, efterlod 4 børn, der blev adopteret af Kaas og ved patent af 24. februar 1804 blev adlet med navnet Clauson Kaas (senere skrevet Clauson-Kaas). De fik tre døtre: Ellen Marie (1777-1824), Eleonore (1778-1823) og Kirsten (1780-1840). Ellen Marie blev først gift med byfoged og sorenskriver Johan Severin Hjort (død 1802), gift 1812 med stadskirurg Samuel Hoffmann, og fik i alt 6 børn. Eleonore blev gift med generalkirurg og livlæge for kong Christian Frederik, professor Magnus Andreas Thulstrup i Christiania, ingen børn. Den tredje datter, Kirsten ”Jenny”, blev konventualinde af Gisselfeld, bosat i Prinsens Palæ i København.
Sønnen Frederik Clauson-Kaas blev ritmester, kammerherre, og hofmarskal hos daværende prins Christian Frederik, som han ledsagede til Norge som stattholder 1813 og fulgte med til Danmark efter hans abdikation som norsk konge 10. oktober 1814. Han ledagede også kongen på hans udenlandsrejse 1818-1822. Toldforvalter i Langenfeld 1825-1840. Døde i København. Gift først gang med 1811 med Agnes komtesse Luckner, 2) med Karen Magdalene Mathiesen, har efterladt 3 sønner, hvoraf følgende to blev gift og fik efterkommere:
- Af første ægteskab: Conrad Clauson-Kaas (1812-1888), premierløjtnant i preussisk tjeneste og senere postmester i Hainau, gift med sin kusine Sophie Caroline komtesse Luckner. Børn:
  - Frederik (Fritz) (1847-1905), oberst i preussisk tjeneste, gift med sin kusine Frederikke Alexandra Clauson-Kaas. 4 børn
  - Hedevig (1850-1919), gift med generalkonsul Fritz Wilhelm Traugott von Versen
  - Agnes f. 1850, gift med pastor Otto von Rancke
  - Wilhelm (1859-1908), preussisk major, gift med Maria friherreinde von Willissen. 4 børn.

- Af andet ægteskab: Jens Adolph Frederik Clauson-Kaas (1826-1906), ritmester, kammerjunker, Ridder af Dannebrog og en fransk orden, kendt for sin virksomhed til husflidens fremme, gift 1853 med Sophie Caroline Christine Øelund, f. 1833. 9 børn:
  - Frederikke Alexandra (1854-1919), gift med sin fætter Fritz Clauson-Kaas, oberst (se ovenfor)
  - Oskar Adolph (1856-1939), skibskaptajn, gift med Vilhelmine Amalie Rombeck, dernæst med Helene Amalie Toop. I alt 5 børn
  - Elisabeth (1857-1949), stiftsdame i Vallø
  - Axel Vilhelm (1859-1931), teknisk tegner, gift med Christine Dorothea Nissen
  - Louise (1861-1883)
  - Dagmar (1863-1930), gift med fabriksdirektør Emil Aarestrup Friis
  - Gustav Adolph (1865-1944), ritmester og direktør, gift med Selma Hviid, dernæst med Else Krum. I alt 8 børn
  - Carl Christian (1868-1939), ingeniør og direktør, gift med Magda Charlotte Stannius. 3 børn,
  - Magda (1876-1932), gift med musikprofessor Dante Luigi Fornari.